# Cầm Hoạt Ly
Cầm Hoạt Ly (tiếng Trung: 禽滑釐; bính âm: Qín Gǔ Lí; ? - ?), tự Thận Tử (慎子), lấy tự Thận làm họ, tôn xưng Cầm Tử (禽子), có chỗ chép là Lạc Hoạt Ly (駱滑厘), Cầm Hoạt Lê (禽滑黎), Cầm Cốt Lý (禽骨釐), Cầm Khuất Lý (禽屈釐), là nhà tư tưởng thời Chiến Quốc trong lịch sử Trung Quốc.

## Cuộc đời
Cầm Mặc Ly người nước Ngụy, vốn là đệ tử Nho gia, cùng Điền Tử Phương, Đoàn Cán Mộc, Ngô Khởi theo học Tử Hạ. Sau Cầm Hoạt Ly theo Mặc Địch bỏ Nho dựng Mặc, là đệ tử thủ tịch của Mặc Tử, xây dựng Mặc gia.
Cầm Tử từng hướng Mặc Tử hỏi biện pháp để nước nhỏ có thể chống lại nước lớn. Mặc Tử vui lòng, truyền dạy hết sự học, trong đó có phương pháp thủ thành cho Cầm Tử. Từ đó, Cầm Hoạt Ly nổi danh ngang thầy, từng cùng 300 Mặc giả trợ giúp nước Tống thủ thành, cản bước quân Sở.
Mặc Tử mất, Mặc gia phân liệt, không còn ghi chép gì về Cầm Hoạt Ly.
Theo Chiến quốc sách, công tử Hùng Hoành làm con tin ở nước Tề (thực tế là nước Tần), bái Thận Tử làm thầy. Sau Hùng Hoành lên ngôi vua, tức Sở Tương vương, Thận Tử giúp Tương vương thủ 500 dặm đất Đông. Lại theo Mạnh Tử, Thận Tử từng được nước Lỗ chọn làm tướng bang. Tuy nhiên, nhiều khả năng các Thận Tử trên không phải Cầm Hoạt Ly. Tiêu Tuần thời Thanh ngờ rằng Thận Tử đất Lỗ có thể là đệ tử của Cầm Hoạt Ly.

## Học trò
- Sách Lư Sâm (索盧參), từng vào ngục chịu hình, nhờ hiếu học mà sau này trở thành danh sĩ.[3]